# James Rosapepe
James Carew Rosapepe (n. 20 mai 1951, Roma, Italia) este un diplomat și om politic american, membru al Partidului Democrat, aflat la al patrulea mandat de senator în Senatul statului Maryland. El a îndeplinit funcția de ambasador al SUA în România între 1998-2001 și anterior a fost membru al Camerei Delegaților (camera inferioară) din Maryland.

## Biografie
James Carew Rosapepe s-a născut la data de 20 mai 1951, în orașul Roma (Italia). A urmat studii la Georgetown University și apoi la Yale University. A lucrat la Consiliul Național al Petrolului (1979-1981), membru în Asociația Civică a districtului Berwyn (din 1980), consilier pe probleme de fiscalitate al Comitetului Veniturilor Federale din statul Maryland (1982) și președinte al Maryland Main Street Development Association (1984-1985).
A fost ales ca membru în Consiliul Reprezentanților districtului 21 Prince George's County din statul Maryland (1987-1997), activând în două legislaturi integrale și una parțială. În paralel, a fost membru în Consiliul de Experți al Centrului pentru Politici Naționale (1986-1991) și în Consiliul Director al National Small Business Board (1986-1992), îndeplinind pentru o perioadă și funcția de președinte - director general al Patuxent Capital Group.
James Rosapepe a îndeplinit funcția de Ambasador al Statelor Unite ale Americii în România în timpul administrației Clinton, în perioada 4 februarie 1998 - 1 martie 2001. În anul 2001, președintele României, Ion Iliescu, i-a acordat Ordinul Național „Steaua României” în grad de Mare Cruce. Un raport al Departamentului de Stat a evaluat activitatea sa ca fiind inadecvată, criticându-l pentru scăderea moralului personalului consular, calitatea slabă a informațiilor pe teme românești transmise Departamentului de Stat prin rapoarte insuficient de detaliate și de frecvente și pentru utilizarea preponderentă a unor cetățeni români drept consilieri personali, ceea ce a dus, în opinia autorilor raportului, la o înclinare către perspectiva românească în comunicarea între cele două țări, lăudându-l în schimb pentru obținerea susținerii României în conflictul din Iugoslavia. După rechemarea sa în SUA, a fost numit în Consiliul de Administrație al University of Maryland.
Rosapepe l-a învins pe senatorul John Gianetti în alegerile parțiale pentru postul de Senator al statului Maryland in anul 2006, în Districtul 21 Maryland, Prince George's and Anne Arundel Counties. Senatorul Gianetti a fost acuzat că este prea conservator de către mai mulți membri ai Partidului Democrat, așa că a trecut la republicani și a fost înfrânt de către Rosapepe. Din anul 2007, Rosapepe se ocupă de comisiile de educație, sănătate și mediu ambient. A fost reales de trei ori și ocupă în continuare această funcție.